# Sassoferrato, Italien
Sassoferrato är en stad och kommun i provinsen Ancona, i regionen Marche i Italien. Kommunen hade 7 070 invånare (2018) och gränsar till kommunerna Arcevia, Fabriano, Genga, Serra Sant'Abbondio, Pergola, Costacciaro samt Scheggia e Pascelupo.
Söder om staden, på Via Flaminia, ligger ruinerna efter Sentinum (som också är känt för slaget vid Sentinum, 295 f.Kr., under tredje samnitiska kriget). Slottet som ligger ovanför staden är känt sedan 1000-talet. År 1460 blev Sassoferrato en fri kommun. 